# Franz Trac

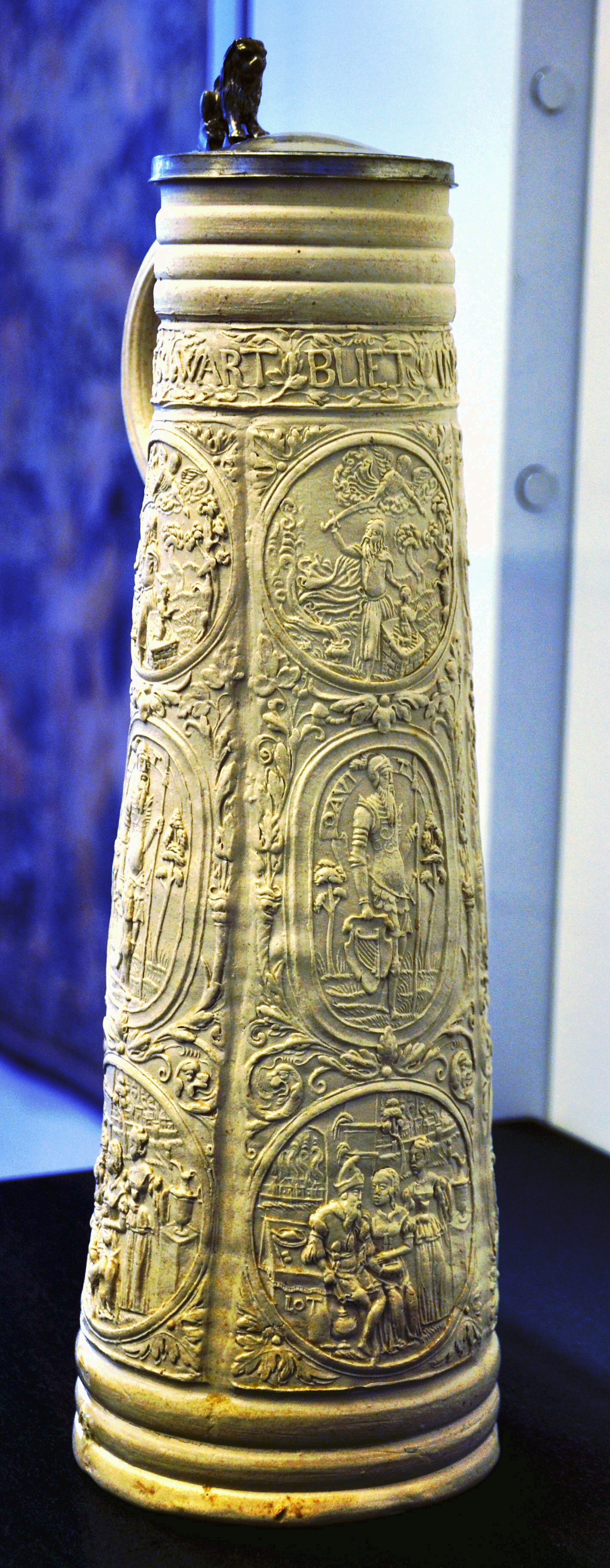
Schnelle des Franz Trac mit biblischen Szenen (nach 1560)

Franz Trac (* unbekannt; † 1579 in Siegburg), auch Franz Meler oder Frantz Wappenstecher, war ein Kunsttöpfer und Formenschneider für Siegburger Steinzeug. Er führte maßgeblich den Renaissance-Stil bei der Steinzeugproduktion ein.
Trac war zwischen 1559 und 1568 als Werkmann in der Werkstatt von Anno Knütgen tätig. Er bewohnte zusammen mit seiner Ehefrau Sybille ein Haus, das der Familie Knütgen gehörte.
Die bei Siegburger Steinzeug der 1560er Jahre oft nachgewiesene Signatur FT wird Trac und damit der Werkstatt Knütgen zugeschrieben. In der ausgeschriebenen Form F. Trac ist der Namenszug jedoch nur von einer einzigen Schnelle im Hetjens-Museum her bekannt. Ein heute nicht mehr erhaltenes Keramikfragment, das im niederländischen Deventer gefunden wurde, soll zudem den Vornamen „Franz“ getragen haben.
Der mutmaßlich aus Köln stammende Franz Trac zählt neben Christian Knütgen zu den in der Kunstgeschichte berühmtesten Formenschneider des Rheinlandes. Er brachte die Hochrenaissance als Stilrichtung in die Aulgasse und schuf nach diesem Stil vor allem Patrizen für hochwandige Schnellen. Hatten bis dato die Siegburger Töpfer vor allem Kölner Vorlagen kopiert, so entwickelte Trac als erster neue, eigene Dekorelemente. Die Kölner Schule bleibt jedoch auch in seinem Werk unverkennbar. Kennzeichnend für die Patrizen Tracs ist die ursprünglich Kölner Technik, die gesamte Oberfläche eines Gefäßes als Raum für eine einheitliche Bildkomposition zu nutzen.
Privat war Trac ein Lebemann, der mehrfach nach Kneipenbesuchen wegen Vandalismus einsitzen musste. Anno Knütgen und dessen Bruder Peter bürgten für ihn. Er starb 1579 in einem Siegburger Hospital. Die mit Hilfe der Kunstfertigkeit Tracs geschaffenen Töpferwaren verhalfen der Werkstatt des Anno Knütgen zu einer bedeutenden Absatzsteigerung. In den Jahren 1569 bis 1571 führte Peter Knütgen die Werkstatt Annos weiter und übernahm etliche Vorlagen von Franz Trac.
In Siegburg erinnert heute der Franz-Trac-Weg an den Kunsttöpfer. Der Weg zweigt nördlich von der Knütgenstraße im Stadtteil Aulgasse ab.